# Lennart Lindgren
Erik Lennart Henry Lindgren (ur. 14 kwietnia 1915 w Malmö, zm. 26 kwietnia 1952 tamże) – szwedzki lekkoatleta, sprinter, medalista mistrzostw Europy z 1938, olimpijczyk z 1936.

## Kariera sportowa
Wystąpił w  biegu na 100 metrów oraz w sztafecie 4 × 100 metrów podczas igrzysk olimpijskich w 1936 w Berlinie. Na 100 metrów odpadł w ćwierćfinale, a w sztafecie w przedbiegu.
Zdobył srebrny medal w sztafecie 4 × 100 metrów (w składzie: Gösta Klemming, Åke Stenqvist, Lindgren i Lennart Strandberg) na mistrzostwach Europy w 1938 w Paryżu, a w biegu na 100 metrów odpadł w eliminacjach. Sztafeta ustanowiła wówczas rekord Szwecji czasem 41,1 s.
Był mistrzem Szwecji w biegu na 100 metrów w 1939, w sztafecie 4 × 100 metrów w latach 1934-1938 oraz w sztafecie 4 × 400 metrów w 1938.